# So This Is Paris (1926)
So This Is Paris is een Amerikaanse filmkomedie uit 1926 onder regie van Ernst Lubitsch. Destijds werd de film in Nederland uitgebracht onder de titel In een Charlestonroes.

## Verhaal
Dokter Paul Giraud en zijn vrouw Suzanne wonen in een rustige buurt. Op een dag krijgen ze nieuwe buren. De heer en mevrouw Lalle zijn muzikanten. Mevrouw Lalle blijkt bovendien een oude vlam te zijn van dokter Giraud.

## Rolverdeling
| Acteur            | Personage       |
| ----------------- | --------------- |
| Monte Blue        | Dr. Paul Giraud |
| Patsy Ruth Miller | Suzanne Giraud  |
| Lilyan Tashman    | Georgette Lalle |
| George Beranger   | Maurice Lalle   |
| Myrna Loy         | Meid van Lalle  |
| Sidney D'Albrook  | Politieagent    |
| Max Barwyn        | Rechercheur     |